# Audi R10
Audi R10 är en sportvagnsprototyp tillverkad av den tyska biltillverkaren Audi mellan 2006 och 2008.

## Audi R10
Efter säsongen 2002 drog sig Audi ur sportvagnsracingen och överlät tävlandet med den framgångsrika R8-modellen till privatteamen. Konkurrenterna började komma ifatt fartmässigt, men Audin var fortfarande överlägsen när det gällde bränsleförbrukning, en mycket viktig faktor i långdistansracing.
I december 2005 presenterade Audi sin efterföljare R10 TDI. Den nya bilen hade en direktinsprutad dieselmotor, ett kontroversiellt motorval inom racing, men mycket effektivt för långlopp. Det var även ett sätt att marknadsföra Volkswagen-koncernens TDI-teknik. Motorn är en V12:a med ett turboaggregat per cylinderbank och common rail-insprutning. Hela motorn är byggd i aluminium för att minimera vikten. Chassit är byggt av racingspecialisten Dallara efter Audis specifikationer och anses vara tämligen konventionellt, om än med ovanligt lång hjulbas.
Audi R10 har skrivit racinghistoria genom att vara den första dieselbil som vunnit sin debuttävling, Sebring 12-timmars 2006 och den första dieselbil som vunnit Le Mans 24-timmars senare samma år.

## Tekniska data

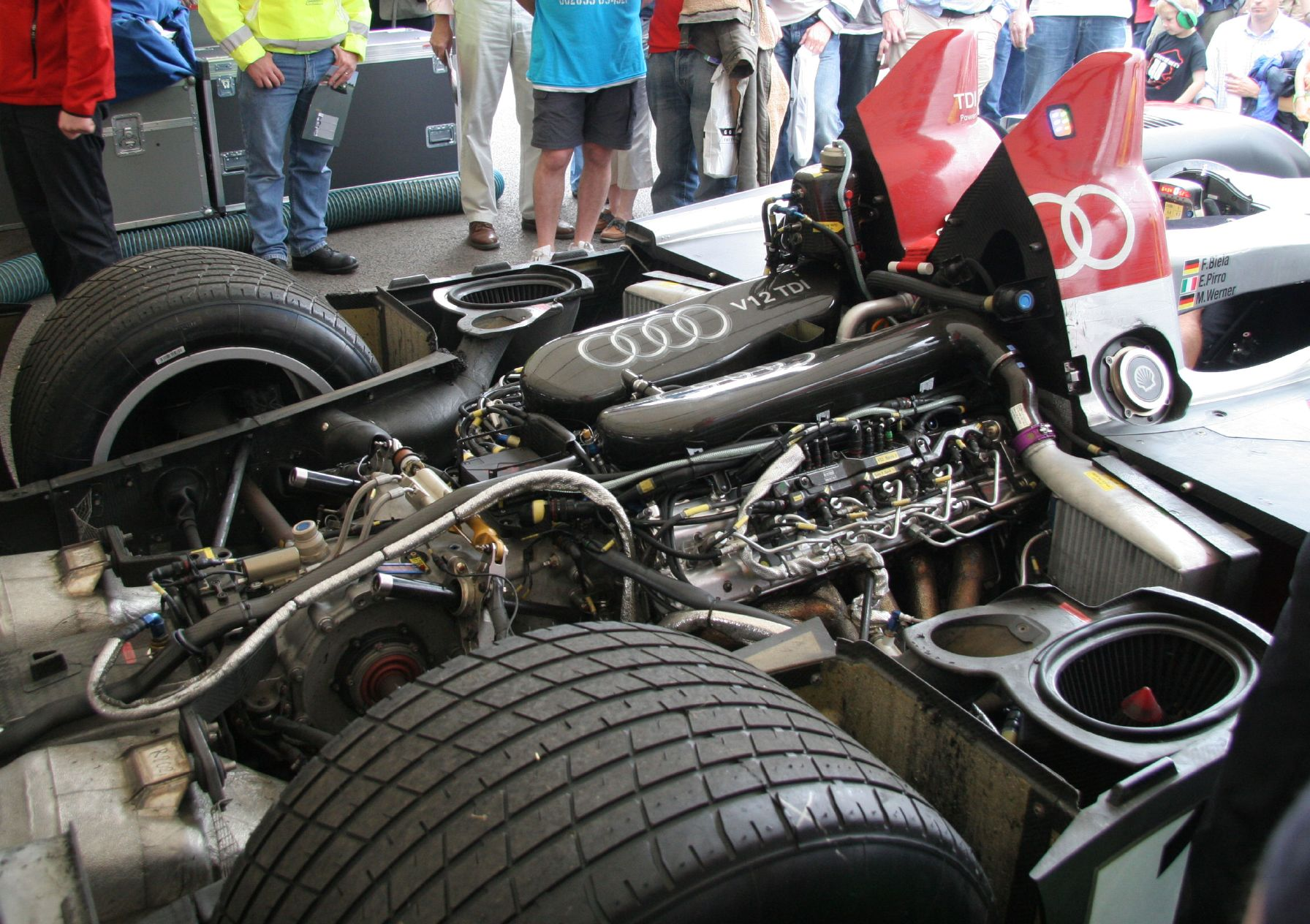
Den tolvcylindriga TDI-motorn.

| Motor:           | Mittmonterad 90° V12 turbodiesel                                      |                  |                  |
| Cylindervolym:   | 5500 cm³                                                              |                  |                  |
| Max effekt:      | 650 hk                                                                |                  |                  |
| Max vridmoment:  | 1285 Nm                                                               |                  |                  |
| Ventilstyrning:  | Dubbla överliggande kamaxlar per cylinderrad, 4 ventiler per cylinder |                  |                  |
| Bränslesystem:   | Direktinsprutning                                                     |                  |                  |
| Växellåda:       | 5-växlad manuell                                                      | 5-växlad manuell | 5-växlad manuell |
| Hjulupphängning: | Dubbla tvärlänkar, torsionsstavar                                     |                  |                  |
| Bromsar:         | Magnetskenbroms skivbromsar                                           |                  |                  |
| Chassi & kaross: | Självbärande kolfibermonoqocue                                        |                  |                  |
| Hjulbas:         | 298,2 cm                                                              |                  |                  |
| Torrvikt:        | 925,7 kg                                                              |                  |                  |

## Tävlingsresultat
Audi R10 fortsatte framgångarna från företrädaren R8 och vann American Le Mans Series tre år i rad mellan 2006 och 2008. Modellen vann även europeiska Le Mans Series 2008.
Modellen vann även Le Mans 24-timmars tre gånger, 2006, 2007 och 2008. 